# Пирс, Анастасия
Анастасия Пирс (англ. Anastasia Pierce, настоящее имя Таня Пирс англ. Tania Pierce, род. 22 февраля 1974, Ла-Шо-де-Фон, Невшатель) — швейцарская порноактриса

, режиссёр, продюсер и эротическая модель.

## Биография
Родилась 22 февраля 1974 года в Ла-Шо-де-Фоне. Карьеру в индустрии развлечений начала в качестве эротической и фетиш-модели, специализирующейся на бондаже.
В качестве порноактрисы дебютировала в 2002 году, в возрасте 28 лет. Снималась для таких студий, как Evil Angel, Elegant Angel, Hustler, Bizarre, Girlfriends Films, Gothic Media, L Factor, Gwen Media, Adam & Eve и многие другие.
Начав актёрскую карьеру, переехала из Швейцарии в Лос-Анджелес (Калифорния), где и прошла большая часть карьеры актрисы и модели.
Снялась более чем в 400 фильмах. Ранние фильмы посвящены фетиш- и лесбийской тематике; первые сцены с мужчинами сняты через несколько лет. В качестве примеров фильмов можно привести Busty Bound Beauties, Milfs Lovin' Milfs, Hustler’s Taboo 2, Asylum, Bound By Beauty и Nurse Lick 13.
В 2005 году дебютировала в качестве режиссёра и продюсера, создав собственную компанию и специализируясь на фильмах фетиш- и бондаж-тематики, куда привнесла многолетний опыт в качестве модели. Сняла более 80 фильмов. В качестве примера можно привести Bondage Dreams, College Reunion, Latex Dolls, Obey Her, Rub Me Good, Shameless, Submission и Teacher’s Pet.
Другой жанр, который можно выделить — пародии на супергероинь, таких как Алая Ведьма, Бэтгёрл, Бэтвумен, Чудо-женщина и Ядовитый Плющ в таких фильмах, как Catwoman, Batgirl Rises, Scarlet Witch 3, Supergirl Powerless и Wonder Woman vs Poison Ivy: A Fetish Parody.
В 2009 году была номинирована на премию AVN Awards за лучший фильм БДСМ-тематики за Hustler’s Taboo: Bound and Tied. На той же церемонии получила премию в категории «лучший специальный сериал (другие жанры)» за Hustler’s Taboo.

## Награды и номинации
| Год  | Церемония  | Результат | Номинация                                         | Работа                          |
| ---- | ---------- | --------- | ------------------------------------------------- | ------------------------------- |
| 2009 | AVN Awards | Победа    | Лучшая специальная серия (другие жанры)           | Hustler’s Taboo                 |
| 2009 | AVN Awards | Номинация | Лучший фильм БДСМ-тематики                        | Hustler’s Taboo: Bound and Tied |
| 2013 | Sex Awards | Номинация | Порнозвезда года                                  | н/д                             |
| 2015 | AVN Awards | Номинация | Премия фанатов: самый экстравагантный исполнитель | н/д                             |
| 2016 | AVN Awards | Номинация | Премия фанатов: лучшая грудь                      | н/д                             |
| 2017 | AVN Awards | Номинация | Премия фанатов: лучшая грудь                      | н/д                             |
| 2018 | AVN Awards | Номинация | Премия фанатов: самая горячая MILF                | н/д                             |
| 2019 | AVN Awards | Номинация | Премия фанатов: самая горячая MILF                | н/д                             |